# 鈴木嘉助
鈴木 嘉助（すずき かすけ、1885年 - 1978年）は、日本の海軍軍人（海兵36期）。最終階級は海軍少将。

## 経歴
1914年の12月1日に大尉となり、1915年12月13日に巡洋艦八雲の分隊長、1917年9月15日には戦艦薩摩の分隊長を務めた。12月1日には戦艦日向艤装員、1918年の4月30日から12月1日まで分隊長を務めた。1920年12月1日に少佐、砲術学校教官、25日からは機関学校教官を兼ねた。1921年12月1日、水雷学校教官、10日から陸軍重砲兵射撃学校教官を兼ねる。
1922年12月1日からは第二艦隊参謀を務める。1924年12月1日には中佐、教育局員兼艦政本部技術会議員。1927年12月1日には軽巡古鷹副長、1928年12月10日には空母加賀の副長に着任した。
1929年11月30日には大佐、航空本部総務部員。1932年9月26日から1933年8月25日まで磐手艦長を務め、9月15日からは佐世保工廠造兵部長となった。1934年11年15日からは佐世保艦船部長。
1935年11月15日、海軍少将に昇る。同年12月14日予備役編入。
1947年（昭和22年）11月28日、公職追放仮指定を受けた。

## 栄典
- 1910年（明治43年）3月22日 - 正八位[2]
- 1915年（大正4年）2月10日 - 正七位[3]

## ギャラリー

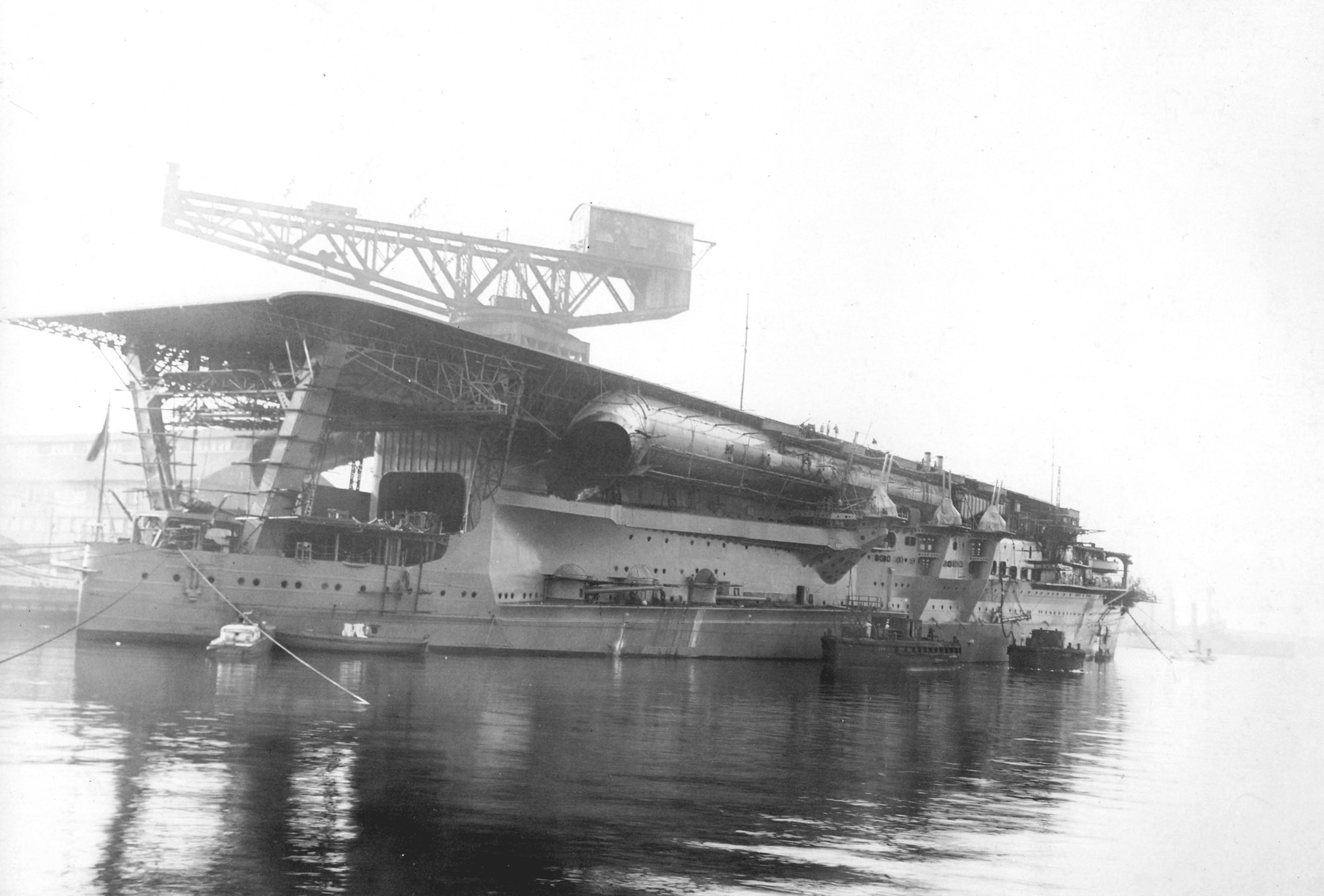
嘉助が副長を務めた1928年当時の空母加賀